# Urszula od Jezusa
Urszula od Jezusa (hiszp. Úrsula de Jesús, ur. 1604, zm. 1668) – katolicka mistyczka, niewolnica pochodzenia afrykańskiego. Urodziła się w Limie w Wicekrólestwie Peru (obecne Peru) jako córka Juana Castilla i Isabeli de los Rios. Isabel de los Rios była niewolnicą, co sprawiało, że jej córka automatycznie dziedziczyła jej status społeczny. Urszula od Jezusa była afroperuwianką, która wydostała się z niewoli zostając tzw. donadą (służącą w zakonie po ślubach prostych) w Kościele katolickim.
Urszula od Jezusa miała wizje dusz czyśćcowych, które spisała na polecenie swojego spowiednika.

## Publikacje na temat Uruszuli od Jezusa
- Tomasz Terlikowski: Úrsula de Jesus. Cierpienia dusz czyśćcowych w relacji XVII-wiecznej mistyczki z Peru. Warszawa: Fronda, 2020. ISBN 978-83-8079-534-1. Brak numerów stron w książce